# Marta Canella Rodríguez
Marta Canella Rodríguez   (Baiona, 27 de febrer de 1995) és una jugadora de basquetbol gallega.
Escorta, es formà al planter del Reial Club Celta, amb el qual debutà a les competicions estatals amb disset anys. A la Lliga Femenina 2 jugà amb el Club Deportivo Baloncesto Aros (2016-19) i el Club Bàsquet Santfeliuenc (2019-23), amb el qual guanyà la primera Lliga Femenina Challenge la temporada 2021-22 i suposà l'ascens a la primera divisió de la Lliga Femenina. L'any següent aconseguí arribar a les semifinals de la Lliga amb el Barça CBS i fou escollida jugadora revelació de la temporada. El maig de 2023 fitxà per l'Uni Girona Club de Bàsquet. Ha sigut internacional amb la selecció espanyola en categories inferiors, proclamant-se campiona d'Europa sub-20 (2015). Amb l'absoluta ha jugat internacionalment en dues ocasions, participant al Pre-Europeu de 2022. També ha competit en la modalitat de 3x3, guanyant el Campionat d'Europa de 2021, juntament amb Vega Gimeno, Sandra Ygueravide i Aitana Cuevas.